# Kremitzaue
Kremitzaue és un municipi alemany que pertany a l'estat de Brandenburg. Forma part de l'Amt Schlieben i està format per les comunitats de Kolochau, Malitschkendorf i Polzen.